# Begonia sandtii
Espèce
Begonia sandtii est une espèce de plantes de la famille des Begoniaceae. Ce bégonia est originaire du Mexique. L'espèce a été décrite en 1969 par Rudolf Christian Ziesenhenne (1911-2005), à la suite des travaux de Arthur Duvernoix Houghton (en) (1870-1938).

## Répartition géographique
Cette espèce est originaire du pays suivant : Mexique.